# Fallen Angels (película animada)
Fallen Angels es una película de animación inglesa de 1996 escrita y dirigida por Tony Johnson. Fue animada en los estudios de Tony Johnson y producida por ITEL y la compañía japonesa Fujisankei Communications Group.

## Argumento
Una travesía fantástica y sobrenatural por Estados Unidos al estilo road movie. Dos hermanos y su perro, a los cuales la policía los confunde por criminales y sus aventuras para llegar a su destino final: Hollywood.

## Producción
Para la producción de la película, Tony Johnson había conseguido apoyo de una compañía japonesa llamada Fujisankei Communications Group, que más adelante trajo a otro socio llamado ITEL (ahora Granada) y dio un presupuesto de £240,000 para hacer la película. Con un presupuesto muy limitado y contra todo pronóstico, Tony consiguió reunir a las personas correctas para llevar a cabo y terminar la película.
La película fue una producción de Tony Johnson para Fuji Television e ITEL en asociación con BBC Bristol. Se estrenó en 1996 por la cadena BBC Two en el espacio Manga Week. Más tarde, la película tuvo también su estreno por Locomotion.